# Juan Simeón Esono
Juan Simeón Esono Mbomio (* 24. Juni 1983 oder 1982 in Evinayong), auch in der Schreibweise Juan Simeón Esono oder kurz Bobo bekannt, ist ein ehemaliger äquatorialguineischer Fußballspieler auf der Position eines Mittelfeldspielers. Er war zuletzt für Deportivo Mongomo und die äquatorialguineische Fußballnationalmannschaft aktiv.

## Karriere

### Verein
Seine gesamte Vereinskarriere verbrachte Bobo, in manchen Quellen auch Bohobo genannt, in seiner äquatorialguineischen Heimat, wo er im Jahr 2002 im Kader des Erstligisten CD Elá Nguema sein Profidebüt gab. Hier gewann er bereits in seiner ersten Saison für den Hauptstadtklub den Titel des Landesmeisters. Zwei Jahre später gewann er erstmals mit der Copa Equatoguineana seinen ersten Landespokal. An diese Erfolge konnte er mit der Mannschaft bis 2009 jedoch nicht mehr anknüpfen. Zur Saison 2009 wechselte Bobo innerhalb der Liga zu Deportivo Mongomo. Nur ein Jahr später gewann er an der Seite von Jean-Maxime Ndongo, Samuel Itondo und Torhüter Achille Pensy seine zweite äquatorialguineische Meisterschaft. Im Finale der Copa Equatoguineana unterlag er mit der Mannschaft jedoch den Leones Vegetarianos FC aus Malabo mit 2:1. Nach Abschluss der Saison beendete er im Jahr 2010 seine aktive Karriere.

### Nationalmannschaft
Sein Debüt für die äquatorialguineische Fußballnationalmannschaft gab Bobo am 13. Oktober 2002, im Rahmen der Qualifikation zum Afrika-Cup 2004
unter den damaligen Trainer Francisco Nsi Nchama, gegen die Auswahl von Marokko (5:0). Erst 6 Jahre später wurde er wieder zu einem Länderspiel berufen, als er in der 53. Minute Stürmer Juan Pablo Mbela im Qualifikationsspiel gegen die Mannschaft aus Südafrika (0:1) ersetzte. Ein Jahr später folgten Einsätze in den Freundschaftsspielen gegen Kap Verde (5:0), Mali (3:0) und Estland (3:0), die alle mit einer Niederlage endeten. Seinen letzten Einsatz im Trikot der Nzalang Nacional bestritt Bobo am 4. Juni 2014 im Freundschaftsspiel gegen die Mannschaft des afrikanischen Inselstaats São Tomé und Príncipe. Hier feierte er nicht nur den einzigen Länderspielsieg seiner Nationalmannschaftskarriere, sondern erzielte auch sein einziges Länderspieltor.

### Erfolge
Verein
- Äquatorialguineischer Meister: 2002, 2010
- Äquatorialguineischer Pokalsieger: 2004